# Paryphodes marshalli
Paryphodes marshalli är en tvåvingeart som först beskrevs av Frey 1932.  Paryphodes marshalli ingår i släktet Paryphodes och familjen bredmunsflugor. Inga underarter finns listade i Catalogue of Life.